# Blocktrappmossa
Blocktrappmossa (Anastrophyllum saxicola) är en levermossart som först beskrevs av Heinrich Adolph Schrader, och fick sitt nu gällande namn av Rudolf Mathias Schuster. Blocktrappmossa ingår i släktet trappmossor, och familjen Lophoziaceae. Arten är reproducerande i Sverige.